# Anca Petrescu
Mira Anca Victoria Mărculeț Petrescu (Segesvár, 1949. március 20. – Bukarest, 2013. október 30.) román politikus, építész, a parlament által használt Nép Házának tervezője.

## Élete
1973-ban diplomázott a bukaresti Ion Mincu Építészeti és Városrendezési Egyetemen. 1980-ban kapott megbízást Nicolae Ceaușescutól, a Román Kommunista Párt főtitkárától arra, hogy megtervezze a – jelenleg a román parlamentnek helyt adó – Nép Házát.
A kommunista diktátor palotájának és leendő kormányzati negyedének megépítése érdekében kilencezer lakóházat és több száz templomot romboltak le Bukarestben hét négyzetkilométernyi térségben. A palota a világ legnehezebb épülete, amelyhez egymillió tonna márványt és 3500 tonna kristályt használtak fel. 330 ezer négyzetméteres belső felületével ez a világ második legnagyobb középülete a Pentagon után.
2004 és 2008 között – mint a Nagy-Románia Párt Mehedinți megyei képviselője – tagja a román képviselőháznak, és egyben a Külügyi Bizottság alelnöke.

## Halála
2013. augusztus 5-én szállították a temesvári megyei kórház Intenzív Osztályára, miután autóbalesetet szenvedett a Temesvárt Lugossal összekötő útszakaszon, Őszény község közelében. Szeptember végére állapota válságosra fordult, kómába esett és átszállították a bukaresti Sürgősségi Kórházba, ahol elhunyt.